# EHF Cup 2004-2005 (pallamano maschile)
EHF Cup 2004-2005 è stata la 24ª edizione della EHF Cup

## Finale
| Squadra 1     | Squadra 2   | Risultato |
| ------------- | ----------- | --------- |
| SC Magdebourg | TUSEM Essen | 2005      |
| SC Magdebourg | TUSEM Essen | 52 – 53   |